# Нефтяник (стадион)
„Нефтяник“ (на башкирски: Нефтсе) е футболен стадион в град Уфа, домашния стадион на футболен клуб „Уфа“.

## История
Капацитетът до реконструкцията е 10 200 зрители. 
Мачът на откриването на този стадион след реконструкцията е на 9 август 2015 г. в рамките на първенството на Русия по футбол. Съперник на местния клуб „Уфа“ е тогавашният шампион на Русия от Санкт Петербург, „Зенит“ (0:1).

## Реконструкция
През февруари 2012 г. е одобрен проект и са разпределени средства (300 милиона рубли) за обновяване на стадиона. Според проектната документация, след реконструкцията футболното игрище е оборудвано с автоматизирана система за подгряване и изкуствена трева. Броят на местата по трибуните е увеличен до 16 хиляди. На територията на стадиона е построен хотел с 50 места и паркинг с 932 места.
През юни 2012 г. са съборени трибуната за гости и административната сграда. В края на 2013 г. започва изграждането на трибуните на стадиона.
До февруари 2015 г. основните строителни работи са завършени.